# Billy Eckstine and His Orchestra

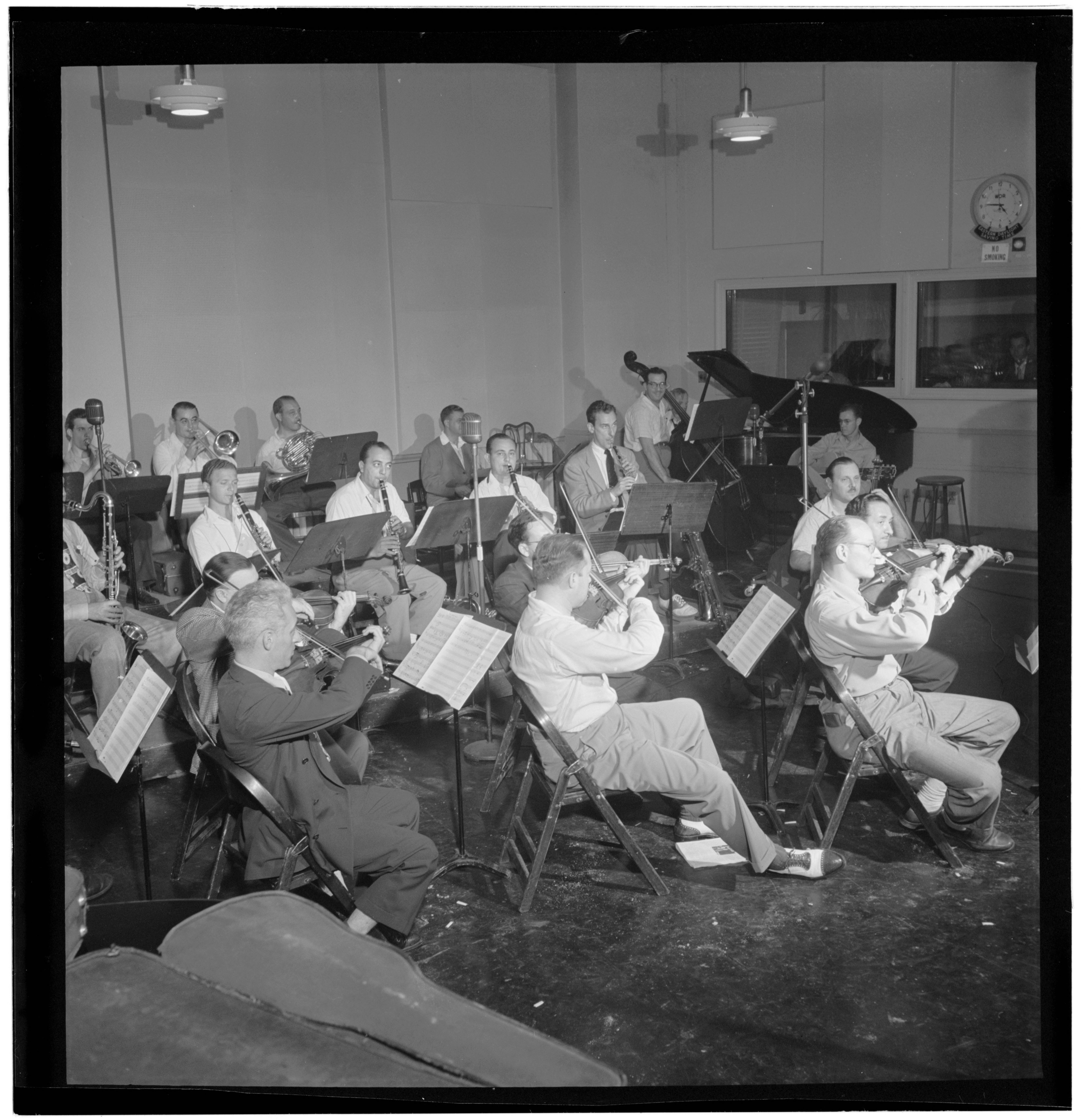
Das Billy Eckstine Orchestra. Die Fotografie von William P. Gottlieb entstand um 1946/47

Billy Eckstine and His Orchestra war eine amerikanische Bigband, die von Mitte 1944 bis Anfang 1947 bestand; sie gilt als eines der innovativsten größeren Ensembles der späten Swingära. Zu den Mitgliedern der Band, einem „legendären Inkubator für junge Bebop-Talente“ (Richard Cook), gehörten die Trompeter Dizzy Gillespie, Miles Davis und Fats Navarro, die Saxophonisten Charlie Parker und Dexter Gordon sowie der Schlagzeuger Art Blakey, der Pianist John Malachi und die Sängerin Sarah Vaughan.

## Bandgeschichte

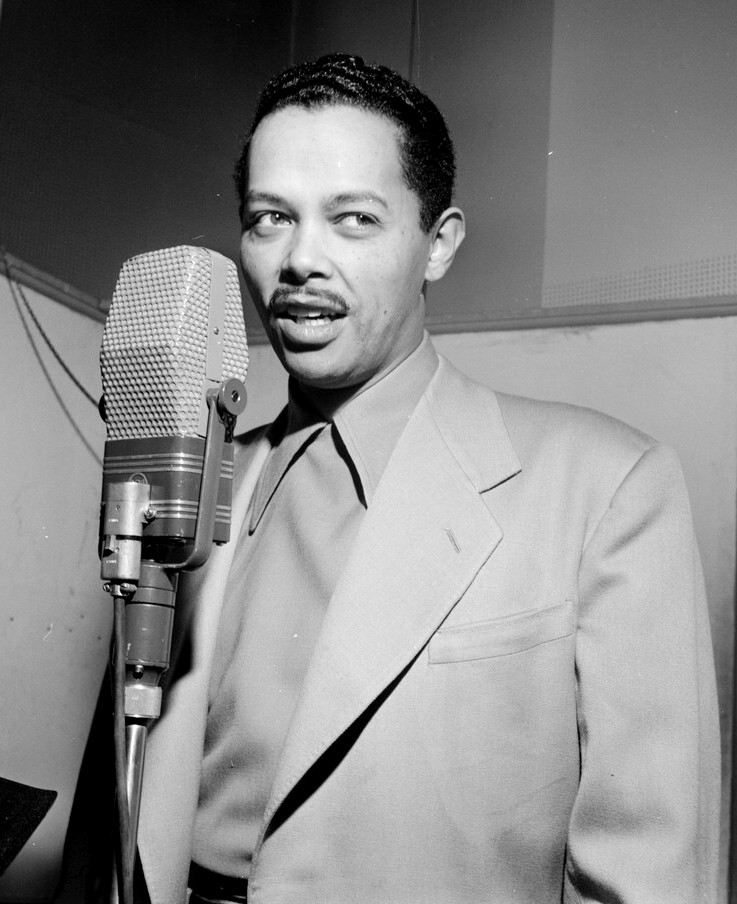
Billy Eckstine um 1947. Foto: William P. Gottlieb

Nachdem er das Orchester von Earl Hines im September 1943 verlassen hatte und sein erfolgreiches Engagement im New Yorker Yacht Club zu Ende war, stellte der Sänger Billy Eckstine auf Anraten seines Managers Billy Shaw mit ehemaligen Musikern der Hines-Band, Charlie Parker, dem Arrangeur und Posaunisten Jerry Valentine, den Trompetern Gail Brockman und Shorty McConnell sowie dem Saxophonisten Tommy Crump im Frühjahr 1944 eine Studioband zusammen. Wegen der Rekrutierung zum Militärdienst im Zuge des Zweiten Weltkriegs konnte die Besetzung mit Bennie Green (Posaune) und Shadow Wilson (Schlagzeug) nicht realisiert werden; nach einigen Proben musste auch Tommy Crump die Band verlassen. Mit der Studioband nahm Eckstine für das kleine Label De Luxe Records, das in Linden (New Jersey) ansässig war, am 13. April 1944 einige Nummern auf, den von Gillespie arrangierten Good Jelly Blues und I Stay in the Mood for You (DeLuxe 2000) sowie I’ve Got a Date With Rhythm, mit einem Solo von Oscar Pettiford. Als Bandbezeichnung wählte man auf der 78er Billy Eckstein [sic], accompanied by the DeLuxe All-Stars.
Da die Platte gut ankam, erhielt Eckstine einen Jahresvertrag bei Deluxe. Für eine Tournee stellte er darauf im Juni 1944 eine eigene Bigband zusammen. Ihr Debüt hatte sie in Wilmington; zur Gruppe der Trompeter gehörten Dizzy Gillespie (der auch als musikalischer Leiter fungierte), Brockman, McConnell und Eckstine selbst, Altsaxophon spielten Charlie Parker und Robert Williams, die beiden Tenorsaxophonisten waren Lucky Thompson und Gene Ammons; Leo Parker spielte Bariton. Valentine, Howard Scott, Arnett Sparrow und Rudy Morrison waren die Posaunisten; die Rhythmusgruppe bildeten Pianist John Malachi, Bassist Tommy Potter, der Gitarrist Connie Wainwright und Art Blakey am Schlagzeug. Da der Posaunensatz nicht übermäßig gut besetzt war, übernahm Eckstine zusätzlich die Aufgabe, Ventilposaune zu spielen.

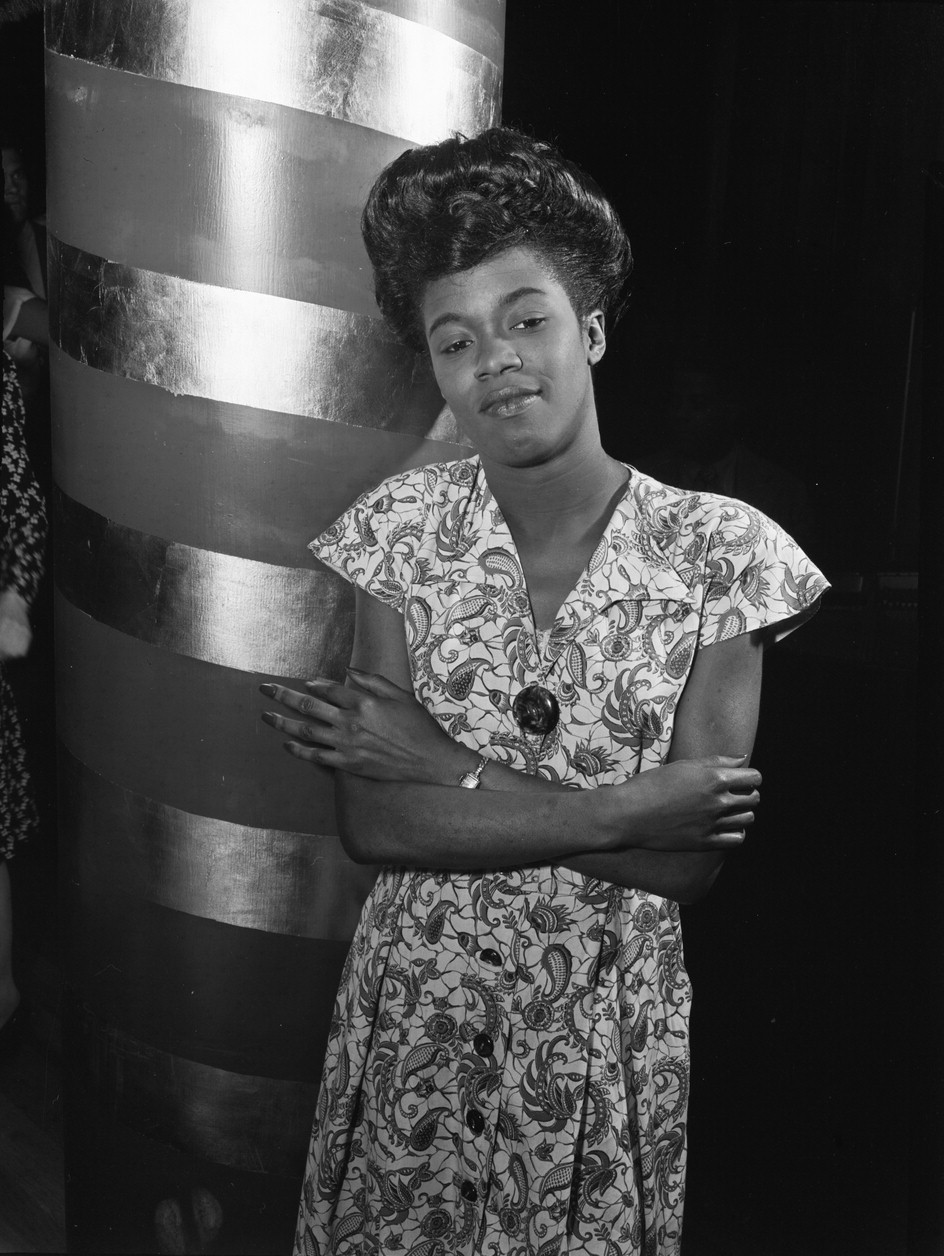
Sarah Vaughan 1946. Foto: William P. Gottlieb

Als Sängerin fungierte neben Eckstine die junge Sarah Vaughan, mit der er im Duett auch Songs von Irving Berlin aufnahm. Das Orchester arrangierten neben Gillespie und Jerry Valentine Tadd Dameron und Gil Fuller. Eckstine erinnerte sich später an den Anfang der Gruppe, die zunächst nur zwei Titel eingeübt hatte: „Die zwei Arrangements waren Night in Tunisia von Dizzy und etwas, was Jerry Valentine geschrieben hatte … Wir kriegten die Band eigentlich erst in St. Louis richtig zusammen. … Tadd Dameron war zu dieser Zeit hinzugekommen, und als wir dort ankamen, arbeitete er gewöhnlich mit uns und schrieb ein paar Sachen für die Band wie Cool Breeze oder Lady Bird.“
Der Jazzhistoriker Jürgen Wölfer beschreibt die damalige Situation:

„Mit einer Bigband auf Tour zu sein, bedeutete damals ein Abenteuer. Wegen der Benzinrationierung fuhr man meist mit dem Zug, natürlich im ‚farbigen‘ Teil. Ärger gab es genug. Aus dem Plantation Club in St. Louis flog die Band, weil sie den Haupteingang benutzt hatte. Dann gab es unerfreuliche Begegnungen mit Gangstern, so daß sich jeder Musiker eine Pistole zulegte.“

Die Tournee entlang der Ostküste der USA nach Florida, anschließend nach Texas und Kansas City (Missouri) erwies sich als künstlerischer Erfolg: „Innerhalb von sechs Monaten war die Eckstine-Band arriviert und eines der bestverdienenden schwarzen Orchester“. Sie traten dann noch im Club Riviera in St. Louis, im Regal Theater in Chicago, im Howard Theater in Washington D.C., im Club Plantation in Los Angeles und im Club Sudan in New York City auf.
Nach der Tournee stieg Charlie Parker aus, um in den Jazzclubs der 52nd Street zu spielen; die „Reed section“ bestand nun aus Gene Ammons und „den sogenannten unholy four: Sonny Stitt, John Jackson, Dexter Gordon und Leo Parker.“ Die Tourneeband nahm dann am 5. Dezember 1944 für DeLuxe sechs Titel auf, darunter fünf Gesangsnummern, Jerry Valentes Komposition Blowing the Blues Away und John Malachis Opus X (die einzige Instrumentalnummer der Session, mit John Jackson (Altsaxophon) und Al Kilian (Trompete) als Solisten), ferner If That’s the Way You Feel, I’ll Wait and Pray (mit Sarah Vaughan, arrangiert von Tadd Dameron) und The Real Thing Happened to Me.
Im Dezember 1944 schied Dizzy Gillespie aus, um eine Solokarriere zu starten; als musikalischen Leiter ersetzte ihn Budd Johnson. Zwischen Mai 1945 und Ende 1946 entstanden weitere Aufnahmen für National Records, von denen über 40 Titel veröffentlicht wurden. Erfolgreiche Titel waren vor allem gefühlvolle Balladen wie Willard Robisons A Cottage for Sale, I’m in the Mood for Love, Leo Robins Prisoner of Love und Russ Colombos You Call It Madness (But I Call It Love).

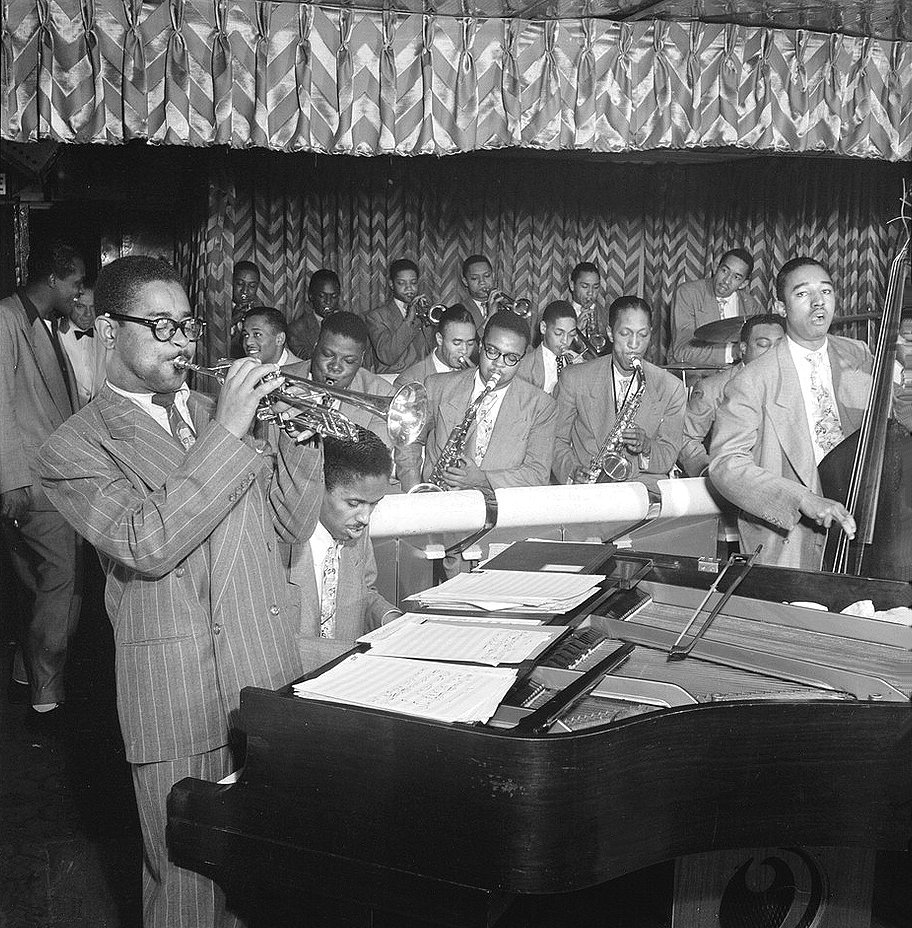
Dizzy Gillespie (links) und Big Band zwischen 1946 und 1948 in New York, mit John Lewis, Cecil Payne, Miles Davis und Ray Brown. Foto: Gottlieb

Zwischen Februar und März 1945 wurden Konzerte des Orchesters aus dem Club Plantation in Los Angeles mitgeschnitten. Im Sommer 1946 wirkte Billy Eckstines Orchester in dem Musikfilm Rhythm in a Riff mit; seiner Band gehört zu dieser Zeit u. a. Hobart Dotson, King Kolax, Porter Kilbert, Gene Ammons, Tate Houston, Frank Wess und Art Blakey an. Im Oktober 1946 nahm Eckstine in Los Angeles auf, in seinem Orchester spielten zu dieser Zeit u. a. Miles Davis, Sonny Stitt, Gene Ammons und der Pianist Linton Garner, der auch als Arrangeur fungierte. Im Februar 1947 löste Eckstine die Bigband aus finanziellen Gründen auf, arbeitete zunächst mit einem Septett (Aufnahmen für National im April 1947, u. a. mit Ray Linn, Gerald Valentine, Sonny Criss, Wardell Gray, Warren Bracken, Shifty Henry und Tim Kennedy) und begann dann eine Solokarriere.
Mehrere Jahre nach der Auflösung des Orchesters drückte Eckstine seine Erleichterung über den Niedergang seiner Band aus:

„Man fühlt sich so viel freier, wenn man für sich selbst singt. Man muss nicht beständig in einem Tempo singen; man hat die Möglichkeit, sich besser auszudrücken. […] Ich sah also, dass das Beste, was ich tun konnte, war, eine Solokarriere anzustreben und zu Dizzy zu gehen, wenn ich heiße Musik hören wollte.“

Als dieser Ende der 1940er-Jahre mit seiner Dizzy Gillespie Big Band und ihrem modernen Sound größeren Erfolg hatte, meinte Eckstine traurig:

„Wir versuchten, gute Musik zu machen, und ich vermute, dass es dafür ein bisschen zu früh war.“

## Würdigung
Art Blakey äußerte sich später euphorisch über die Jahre in der Eckstine-Band: “It was the most venturesome and stimulating of all modern big bands”. Nach Ansicht des Jazzkritikers George Hoefer mochten die Musiker der Band Eckstine und „im Gegenzug schien er in seinem Gesang inspiriert von der Zusammenarbeit mit seinen Musikern zu sein. Im Geheimen hat er Ventilposaune geübt, nachdem er erkannt habe, dass er es mit seinen Trompetern nicht aufnehmen könne.“

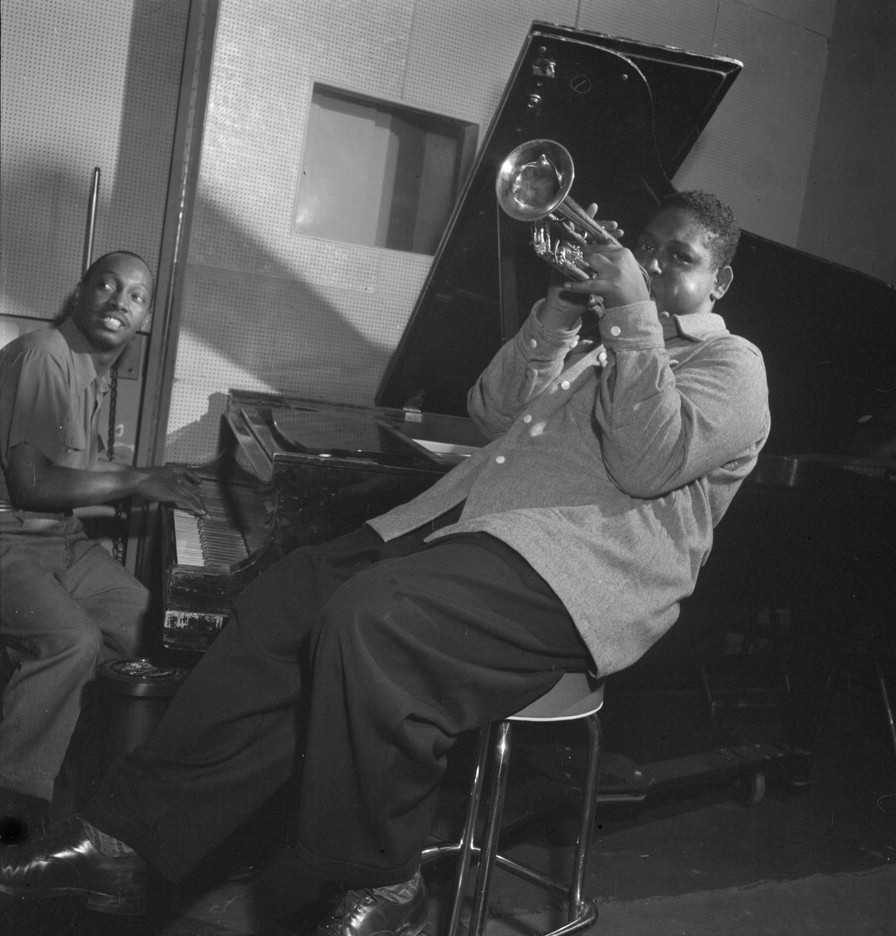
Tadd Dameron (links) und Fats Navarro zwischen 1946 und 1948. Foto: William P. Gottlieb

Joachim-Ernst Berendt sah im Eckstine-Orchester den „bewußten Versuch, großorchestralen Bop zu spielen“, was Dizzy Gillespie dann 1946 mit seiner eigenen Bigband erfolgreich fortsetzte. Für Martin Kunzler ließ sich „die überragende Bedeutung dieses Orchesters für den modernen Jazz“ nicht nur an den Namen der ständigen oder temporären Mitglieder ablesen, sondern auch darin, dass die Eckstine-Band „den Kansas City Swing und die harmonisch-melodischen Eroberungen des Bebop zu einer revolutionären Konzeption vereinigte.“ Jürgen Wölfer schränkt in seiner Gillespie-Biografie ein, dass die Qualität der zweiten DeLuxe-Session (8. November 1944) doch „recht unbefriedigend“ war,

„wie überhaupt die überlieferten Platten der Eckstine-Band kaum ihre Fähigkeiten repräsentierten. Die aufregenden Instrumentals wurden kaum aufgenommen, dafür jede Menge Vocals des Leaders, denn die Plattenbosse haben auch damals schon auf die Verkäuflichkeit gesehen. Dazu kommt die technisch schlechte Qualität; die DeLuxe-Aufnahmen wurden auf kriegsbedingten Ersatz-Schellack gepreßt, mit einem deutlichen Verlust an Brillanz. Eine Ahnung von den Möglichkeiten der Band würden vor allem die ‚Jubilee‘-Livemitschnitte vom Februar 1945 vermitteln.“

Auch George T. Simon betrachtet die meisten überlieferten Aufnahmen der Eckstine-Bigband kritisch; Eckstine „sang auf [den] Schallplatten, viele von ihnen jedoch geschwollen, was durch pedantische, überzogen klingende Arrangements noch verstärkt wurde. Um seine Fans zu befriedigen, nahm er auch einige Blues auf, aber keiner erreichte die Popularität seines früheren ‚Jelly, Jelly‘, das er mit Hines auf Wachs geritzt hatte.“ Man habe das Orchester bei manchen Nummern „in einem derart kleinen und toten Studio [aufgenommen], dass die Band klang, als wolle sie versuchen, unter einem Stapel Decken hervor zu blasen. Infolgedessen waren viele Aufführungen, die das Ansehen der Band gehoben hätten, nicht gefragt, und sogar wenn die Radiostationen ihre Platten spielten, klangen sie so schlecht, dass sie nur wenige Eckstine-Übertragungen machten.“ Eckstine selbst erklärte später: „Meine Band war auf dem Bebop-Trip, und dazu kann man nicht so gut singen.“

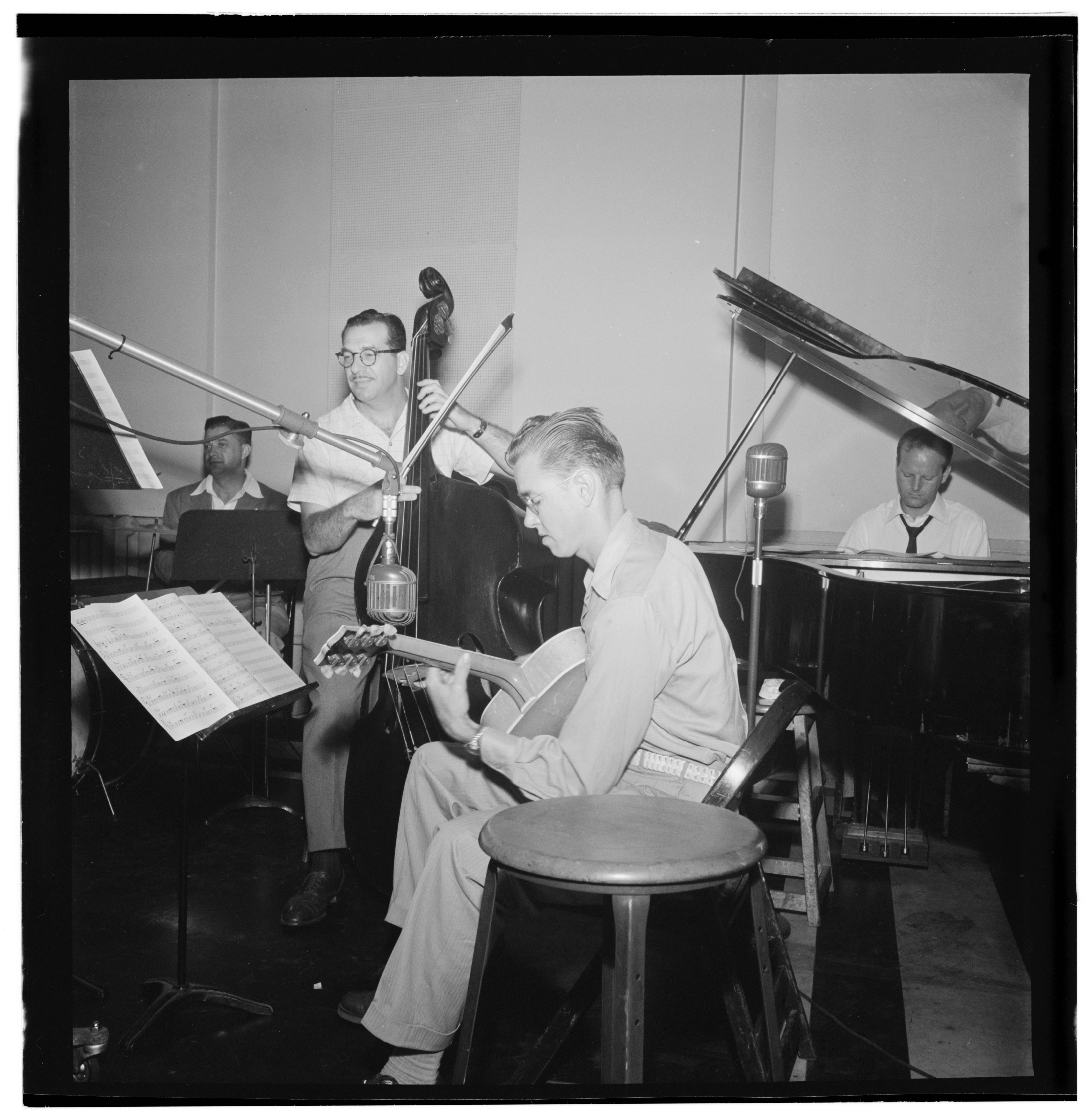
Musiker des Billy Eckstine Orchestra. Foto: Bill Gottlieb (um 1947)

Nach Ansicht von Arrigo Polillo war die Eckstine-Bigband „aus mehr als einem Grund ein schwieriges Orchester. Es machte eine sehr progressive Musik und es enthielt Personen, die – gelinde ausgedrückt – unberechenbar waren. Jedoch kam es dank der Beliebtheit seines Chefs Eckstine, dank der Stimme von Sarah Vaughan, die sich eben damals als beste Sängerin ihrer Generation durchzusetzen begann, und auch dank der Neugier, die der neue Jazz beim breiten Publikum hervorrief, gut an.“
Auch Richard Cook und Brian Morton bedauern, dass die Classics-Kompilation der DeLuxe- und National-Sessions von 1944 bis 1946 vorwiegend Balladen und Features für den Bandleader enthalten. Lediglich in dem Uptempo-Stück The Rhythm in a Riff gebe es Bruchstücke von Dizzy Gillespie, Dexter Gordon, Gene Ammons und Fats Navarro zu hören. Auch im Debütstück von Sarah Vaughan, I’ll Wait and Pray sei die Bigband in ihrer ganzen Kraft zu erleben. Demgegenüber seien die „Jubilee“-Mitschnitte von Februar/März 1945 (Together, Spotlite) von besserer Klangqualität; diese verschafften den besten Eindruck vom „Kaliber“ des Eckstine-Orchesters. Beeindruckendster Solist sei Budd Johnson; interessante Eindrücke gebe es aber auch von Sarah Vaughan und der Gastvokalistin Lena Horne.

## Sessionologie
Zusammengestellt nach Tom Lord: Jazz Discography.
| Bandbezeichnung                          | Label     | Datum             | Besetzung |
| ---------------------------------------- | --------- | ----------------- | --- |
| Billy Eckstine with DeLuxe All-Star Band | DeLuxe    | 13. April 1944    | Billy Eckstine mit Dizzy Gillespie, Freddie Webster, Shorty McConnell, Al Killian (tp), Trummy Young, Howard Scott, Claude Jones (tb), Budd Johnson, Jimmy Powell (as), Wardell Gray, Thomas Crump (ts), Rudy Rutherford (bar), Clyde Hart (p), Connie Wainwright (g), Oscar Pettiford (b), Shadow Wilson (d), Gerald Valentine (arr) |
| Billy Eckstine and His Orchestra         | DeLuxe    | 5. Dezember 1944  | Mit Dizzy Gillespie, Shorty McConnell, Gail Brockman, Boonie Hazel (tp) Gerald Valentine, Taswell Baird, Howard Scott, Alfred „Chippy“ Outcalt (tb), John Jackson, Bill Frazier (as), Dexter Gordon, Gene Ammons (ts), Leo Parker (bar), John Malachi (p), Connie Wainwright (g), Tommy Potter (b), Art Blakey (dr), Billy Eckstine, Sarah Vaughan (vcl), Jerry Valentine, Tadd Dameron, John Malachi (arr)                                    |
| Billy Eckstine and His Orchestra         | Spotlite  | Februar/März 1945 | dto, Fats Navarro (tp) und Budd Johnson (ts, arr) ersetzen Dizzy Gillespie und Dexter Gordon; zusätzlich Lena Horne (vcl). AFRS Jubilee Broadcasts Club Plantation, Los Angeles |
| Billy Eckstine and His Orchestra         | National  | 2. Mai 1945       | dto., jedoch mit Budd Johnson, ohne Bill Frazier,+; Sonny Stitt ersetzt John Jackson |
| Billy Eckstine and His Orchestra         | National  | September 1945    | Billy Eckstine mit Fats Navarro, Shorty McConnell, Boonie Hazel, Raymond Orr (tp) Alfred „Chippy“ Outcalt, Gerald Valentine, Howard Scott, Walter Knox (tb), John Cobbs, Budd Johnson (as), Gene Ammons, Arthur Simmons (ts), Teddy Cypron (bar), Richard Ellington (p), Connie Wainwright (g), Tommy Potter (b), Art Blakey (d) |
| Billy Eckstine and His Orchestra         | National  | Oktober 1945      | dto. |
| Billy Eckstine and His Orchestra         | National  | 3. Januar 1946    | Billy Eckstine mit Boonie Hazel, Shorty McConnell, Raymond Orr, Kenny Dorham (tp), Alfred „Chippy“ Outcalt, Gerald Valentine, Robert Scott (tb), Norris Turney, Bob „Junior“ Williams (as), Gene Ammons, Arthur Simmons (ts), Tate Houston (bar), Richard Ellington (p),?, Connie Wainwright (git), Bill McMahon (b), Art Blakey (d) |
| Billy Eckstine and His Orchestra         | National  | Februar 1946      | Fats Navarro (tp), Josh Jackson (ts), Leo Parker (bar), Jimmy Golden (p) ersetzen Kenny Dorham, Arthur Simmons, Tate Houston, Richard Ellington |
| Billy Eckstine and His Orchestra         | National  | März 1946         | dto., mit Tadd Dameron |
| Billy Eckstine and His Orchestra         | Harlequin | Juni/Juli 1946    | Billy Eckstine (v-tb, vcl) mit Hobart Dotson, King Kolax, Leonard Hawkins (tp), möglicherweise Rostelle Reese (tp), Alfred „Chippy“ Outcalt, Gerald Valentine, Howard Scott (tb), Porter Kilbert (as), möglicherweise Robert „Junior“ Williams (as), Gene Ammons, Frank Wess (ts), möglicherweise Jimmy Golden (p), Connie Wainwright (g), Bill McMahon (b), Art Blakey (dr), Ann Baker (vcl). Soundtrack zu dem Musikkurzflm Rhythm in a Riff |
| Billy Eckstine and His Orchestra         | National  | Oktober 1946      | Billy Eckstine mit Miles Davis, Hobart Dotson, Leonard Hawkins, King Kolax (tp), Walter Knox, Alfred „Chippy“ Outcalt (tb), Jerry Valentine (tb, arr), Sonny Stitt, John Cobbs (as), Gene Ammons, Arthur Simmons (ts) oder Frank Wess (ts), Cecil Payne (bar), Linton Garner (p, arr), Connie Wainwright (g), Tommy Potter (b), oder Bill McMahon (b), Art Blakey (d), Billy Eckstine (vcl, v-tb)                                              |

## Diskografische Hinweise
- Billy Eckstine and His Orchestra – 1944–1945 (Classics, ed. 1996)
- Together (Spotlite, 1945), Livemitschnitte aus dem Club Plantation, Los Angeles
- Billy Eckstine and His Orchestra – 1946–1947 (Classics, ed. 1998)